# Tuttosport
Tuttosport é um jornal esportivo italiano, principalmente destinado ao futebol. A primeira publicação foi em 30 de julho de 1945.
Foi fundado por Renato Casalbore, falecido na tragédia de Superga. Em 12 de março de 1951, o jornal passou a ser publicado diariamente. Destaca-se por entregar anualmente o prêmio Golden Boy, destinado ao melhor jogador abaixo de 21 anos atuando no futebol europeu.